# Dorcopsis muelleri
Espèce
Statut de conservation UICN

 LC  : Préoccupation mineure
Le wallaby forestier brun ou Dorcopsis brun (Dorcopsis muelleri) est une espèce de marsupiaux de la famille des Macropodidae. Il est endémique en Indonésie.